# Gefecht bei Boroughmuir
Schlachten des Ersten Schottischen Unabhängigkeitskrieges

Berwick – Dunbar – Stirling Bridge – Falkirk – Roslin – Stirling Castle – Methven – Dalry – Glen Trool – Loudoun Hill – Inverurie – Brander – Perth – Bannockburn – Berwick – Berwick – Myton – Byland – Weardale
Schlachten des Zweiten Schottischen Unabhängigkeitskrieges

Kinghorn – Dupplin Moor – Annan – Berwick – Halidon Hill – Boroughmuir – Culblean – Neville’s Cross
Das Gefecht bei Boroughmuir war eine militärische Auseinandersetzung während des Zweiten Schottischen Unabhängigkeitskriegs. Am 30. Juli 1335 schlug eine schottische Streitmacht den mit England verbündeten Grafen von Namur bei Boroughmuir, einem heutigen Stadtteil von Edinburgh, und zwang ihn zur Aufgabe.

## Vorgeschichte
Im Sommer 1335 führte der englische König Eduard III. mit einem großen Heer einen Feldzug nach Schottland. Er wollte das Land endgültig unter englische Oberhoheit bringen und dazu die Abtretung von weiten Teilen Südschottlands, die ihm der schottische König Edward Balliol zugestanden hatte, absichern. Das englische Heer hatte bereits den Forth erreicht, als im Juli 1335 der niederländische Graf Guido II. von Namur in Berwick eintraf. Der Graf war ein Cousin der englischen Königin Philippa und wollte sich mit seinem Gefolge von sieben oder acht Rittern sowie etwa 100 weiteren men-at-arms dem englischen Heer anschließen. Durch einen raschen Ritt wollte er Stirling erreichen, wo sich die englische Armee befand. Ihm schlossen sich einige englische Ritter sowie 123 Bogenschützen an. Der Earl of Moray, der Earl of March, William Douglas und andere Anhänger des geflüchteten schottischen Königs David II. hatten von der Ankunft des Grafen von Namur erfahren und versuchten, ihn und seine Streitmacht zu stellen.

## Verlauf des Gefechts
Auf dem Weg von Berwick nach Norden geriet die Streitmacht des Grafen von Namur zunächst in einen schottischen Hinterhalt, doch die Truppe konnte zum Burgh Muir südlich von Edinburgh flüchten. Dort wurden sie am 30. Juli von schottischen Truppen unter March und Moray, William Douglas, Alexander Ramsay und Lawrence Preston angegriffen. Die Schotten schlugen die Streitmacht des Grafen von Namur, die in wilder Flucht nach Edinburgh abzog und sich in den Ruinen von Edinburgh Castle verschanzte. In der zerstörten Burg verfügten sie aber weder über Wasser noch Vorräte, so dass sie sich angesichts ihrer hoffnungslosen Situation am nächsten Tag ergaben.

## Folgen
Der Earl of Moray behandelte die Gefangenen ritterlich. Der Graf von Namur versprach, für seine Ritter und Knappen etwa £ 4000 Lösegeld zu zahlen. Dazu schwor er, nie wieder gegen die Anhänger von David II. zu kämpfen. Daraufhin eskortierten Moray, Douglas und andere sie zur schottischen Grenze, die sie unangefochten erreichten. Nachdem sie den Grafen frei gelassen hatten, trafen die Schotten auf dem Rückweg auf eine englische Streitmacht unter Piers Paris, die entweder von Roxburgh oder Jedburgh aufgebrochen waren, um Lebensmittel zu erbeuten. Vermutlich griff noch William Pressen, der Kommandant von Jedburgh in den Kampf ein, so dass die Schotten in die Flucht geschlagen wurden. James Douglas, ein Bruder von William Douglas, wurde getötet, während Moray in Gefangenschaft geriet. Moray wurde nach England gebracht und erst 1340 ausgetauscht. Der Graf von Namur dagegen kehrte nach Berwick zurück. Von dort reiste er zusammen mit Königin Philippa per Schiff nach Perth, das inzwischen von Eduard III. besetzt worden war. Der König beschenkte den Grafen, doch dieser hielt sich an seinen Eid, den er den Schotten geleistet hatte, und brach um den 11. August wieder in die Niederlande auf.
1867 wurden bei Erdarbeiten in Boroughmuir die Reste von zahlreichen Gebeinen entdeckt, die möglicherweise aus einem Massengrab der Opfer des Gefechts von 1335 stammten.